# ひまわり基金法律事務所
ひまわり基金法律事務所（ - ききんほうりつじむしょ）とは、日本弁護士連合会のひまわり基金の資金援助を受けて、弁護士過疎の解消のために弁護士過疎地に設置される公設事務所である。
日本弁護士連合会、地方ごとに存在する「弁護士会連合会」や弁護士会が関与して設立運営され、開設の費用や運営の費用を援助する他、その運営を支援する。
ひまわり基金法律事務所は、国や地方公共団体が設置した法律事務所ではなく、日本弁護士連合会が自発的に拠出した基金を元に開設・運営されているものである。このような仕組みは他の国や他の業界ではほとんど見られず、この点に最大の特徴がある。

## 文献
- 日本弁護士連合会（編）『ひまわり基金法律事務所だより 第１集 弁護士過疎解消に挑む』現代人文社、2007年12月
- 『Attorney's MAGAZINE（旧ロイヤーズマガジン）』（08年1月号）